# François Mahé
François Mahé, (Arradon, 2 de septiembre de 1930 - 31 de mayo de 2015) fue un ciclista francés, profesional entre 1950 y 1965, cuyos mayores éxitos deportivos los obtuvo en el Tour de Francia donde además de lograr una victoria llegaría a liderar la prueba, y en la Vuelta a España donde obtendría dos victorias de etapa en la edición de 1961 además de finalizar segundo en la clasificación general. En ambas pruebas por etapa, también lograría victorias en la modalidad de contrarreloj por equipos.

## Palmarés
1954
- 1 etapa en la París-Niza
- 1 etapa del Tour de Francia

1957
- 1 etapa en la Tour de Luxemburgo

1958
- 3.º en el Campeonato de Francia en Ruta

1961
- 2 etapas en la Vuelta a España
- 1 etapa en la Dauphiné Libéré

1963
- Gran Premio de Cannes

## Resultados en las Grandes Vueltas y Campeonatos del Mundo
| Carrera         | 1950 | 1951 | 1952 | 1953 | 1954 | 1955 | 1956 | 1957 | 1958 | 1959 | 1960 | 1961 | 1962 | 1963 | 1964 | 1965 |
| --------------- | ---- | ---- | ---- | ---- | ---- | ---- | ---- | ---- | ---- | ---- | ---- | ---- | ---- | ---- | ---- | ---- |
| Giro de Italia  | -    | -    | -    | -    | -    | -    | -    | -    | -    | -    | -    | -    | -    | -    | -    | -    |
| Tour de Francia | -    | -    | -    | 10.º | 15.º | 10.º | Ab.  | 11.º | Ab.  | 5.º  | 14.º | Ab.  | 20.º | 19.º | Ab.  | 43.º |
| Vuelta a España | -    | X    | X    | X    | X    | -    | -    | -    | 11.º | -    | -    | 2.º  | -    | -    | -    | -    |
| Mundial en Ruta | -    | -    | -    | -    | -    | -    | -    | -    | -    | -    | -    | -    | -    | -    | -    | -    |

-: no participa 

Ab.: abandono 